# Wakacje w kurorcie
Wakacje w kurorcie (ang. Private Resort) – amerykańska komedia erotyczna z 1985 roku w reżyserii George’a Bowersa. Wyprodukowana została przez wytwórnię TriStar Pictures.

## Fabuła
Młody przystojniak Jack Marshall (Johnny Depp) i jego kolega Ben (Rob Morrow) jadą do luksusowego ośrodka wypoczynkowego w Miami na Florydzie w poszukiwaniu pięknych kuracjuszek. W czasie swojego czterodniowego pobytu w kurorcie, zamiast podrywać turystki, wplątują się w intrygę z udziałem sprytnego złodzieja biżuterii o pseudonimie Maestro (Héctor Elizondo), osiłka imieniem Curt (Andrew Clay) oraz impulsywnego ochroniarza hotelowego.

## Obsada
- Emily Longstreth jako Patti
- Karyn O’Bryan jako Dana
- Rob Morrow jako Ben
- Johnny Depp jako Jack Marshall
- Andrew Clay jako Curt
- Héctor Elizondo jako Maestro
- Dody Goodman jako pani Rawlings
- Leslie Easterbrook jako Bobbie Sue
- Michael Bowen jako Scott
- Hilary Shepard Turner jako Shirley
- Jill Selkowitz jako Edna